# The Beast with a Million Eyes
The Beast with a Million Eyes este un film SF american din 1955 regizat de David Kramarsky. În rolurile principale joacă actorii Paul Birch, Lorna Thayer, Dona Cole, Dick Sargent.

## Actori
- Paul Birch (Allan Kelley)
- Lorna Thayer (Carol Kelley)
- Dona Cole (Sandy Kelley)
- Dick Sargent (ca Richard Sargeant)(Larry)
- Leonard Tarver ('Him')
- Bruce Whitmore (doar voce) (The Beast)
- Chester Conklin (Old Man Webber)